# Encuentro en el estudio
Encuentro en el estudio es un programa de televisión argentino conducido por Lalo Mir y transmitido por el Canal Encuentro desde 2009.

## Descripción
El programa se denomino inicialmente Encuentro en el estudio entre 2009 y 2016 y se emitió desde los Estudios ION y contenía un concierto y una entrevista con los músicos. Desde 2016 el programa cambió su nombre a Encuentro en la cúpula y fue grabado desde el Centro Cultural Kirchner con público hasta 2019. En 2020 no se emitió el programa y en 2021 volvió al formato original.
En el 2023 se emite Encuentro en el estudio Montevideo, una temporada con ocho programas grabados en el estudio Sondor, que será la primera fuera del país de origen. Con emisión por el canal público de argentina Canal Encuentro y el canal público uruguayo TV Ciudad además de poder verse también en la plataforma Contar en YouTube

## Valoración
Considerado un memorial cultural, acoge a numerosos artistas, que representan los diversos géneros musicales argentinos e hispanoamericanos.
El espacio, además, brinda un básico historial de los artistas, exteriorizando su pertenencia con una determinada época, así como el análisis de acordes y melodías de su interpretación.

## Artistas y grupos invitados que pasaron por el programa

### Encuentro en el estudio(2009 - 2016 y 2021 - presente)[5]
- Abel Pintos
- Adriana Varela
- Alejandro Lerner
- Amelita Baltar
- Ataque 77
- Bahiano
- Bersuit Vergarabat
- Carajo
- Catupecu Machu
- Cecilia Todd (Venezuela)
- Chango Farías Gómez
- Chango Spasiuk
- Chico Novarro
- Ciro y los Persas
- Daniel Melingo
- David Lebón
- Diego el Cigala (España)
- Diego Frenkel
- Divididos
- Escalandrum
- Fabiana Cantilo
- Falta y Resto (Uruguay)
- Fito Páez
- Gustavo Santaolalla
- Hilda Lizarazu
- Hoppo! (México)
- Illya Kuryaki and the Valderramas
- Inti-Illimani (Chile)
- Ivan Lins (Brasil)
- Jaime Torres
- Jorge Drexler (Uruguay)
- Juan Carlos Baglietto
- Juana Molina
- Kevin Johansen
- La Nueva Luna
- La Renga
- La Vela Puerca (Uruguay)
- Las Pelotas
- León Gieco
- Leopoldo Federico
- Liliana Herrero
- Lisandro Aristimuño
- Lito Nebbia
- Lito Vitale
- Los Auténticos Decadentes
- Los Cafres
- Los Huayra
- Los Palmeras
- Los Pericos
- Los Tekis
- Luiz Carlos Borges (Brasil)
- Marcela Morelo
- Marilina Ross
- Miguel Cantilo
- Moris y Antonio Birabent
- Nano Stern (Chile)
- Orquesta Buena Vista Social Club (Cuba)
- Orquesta Sinfónica Juvenil de Marcos Paz
- Pablo Lescano y Damas Gratis
- Patricia Sosa
- Paz Martínez
- Pedro Aznar
- Peteco Carabajal
- Raly Barrionuevo
- Ramón Ayala y Los Núñez
- Ramona Galarza
- Rata Blanca
- Raúl Barboza
- Rodolfo Mederos
- Rubén Juárez
- Rubén Rada (Uruguay)
- Sandra Mihanovich
- Sergio Denis
- Susana Baca (Perú)
- Susana Rinaldi
- Tata Cedrón
- Teresa Parodi
- Vicentico
- Víctor Heredia
- Virus
- Vítor Ramil
- Yusa

### Encuentro en la cúpula(2017 - 2019)
El programa se graba directamente desde la Cúpula del Centro Cultural Kirchner.
- Alika
- Ana Prada
- Aca Seca Trío
- Axel Krygier
- Barco
- Bruno Arias
- Chancha Vía Circuito
- Dancing Mood
- Dúo Ramírez-Satorre.
- El Kuelgue
- Elena Roger-Nicolás Guerschberg.
- Georgina Hassan
- Gustavo Santaolalla
- La Bomba de Tiempo
- Lo Pibitos
- Los Amados
- Massacre
- Mimi Maura
- Morbo y Mombo
- Nahuel Briones
- No lo Soporto
- Onda Vaga
- Orquesta Típica Fernández Fierro
- Paloma del Cerro
- Rayos Láser
- Sara Hebe
- Soema Montenegro
- Sofía Viola
- Tonolec
- Tototomás
- Usted Señalemelo

### Encuentro en Montevideo(2023)
El programa se grabó en los estudios Sondor
- Ana Prada
- Buitres
- Florencia Núñez
- Hugo Fattoruso
- La Catalina
- Luciano Supervielle
- Lucas Sugo
- Níquel